# Le Testament parlant
 (avril 2020).
Le Testament parlant (De Sprekende testament en néerlandais) est le quarantième album de la série de bande dessinée Bob et Bobette. Il porte le numéro 119 de la série actuelle et a été écrit par Willy Vandersteen et publié dans De Standaard et Het Nieuwsblad du 4 juin 1957 au 12 octobre 1957. 
Lors de la prépublication dans les journaux belges, l'histoire originale s'appelait Het taterende testament , soit le testament de la restauration en français.  Ce titre a été modifié ensuite dans l'édition actuelle.

## Synopsis
Revenant de leur voyage au Japon, au royaume de la princesse Sholofly, nos amis découvrent qu'un incendie a complètement détruit leur maison et leur quartier. Contraint de travailler dans un bureau minable, Lambique reçoit du facteur une enveloppe à l'adresse de son lieu de travail, mais son patron injuste le vire pour une raison banale et le renvoie avec l'enveloppe. Celle-ci contient un testament sur un disque, expliquant les épreuves du rallye des Mille dangers que devra réaliser Lambique. À la clé : cinq millions de francs. Mais un chat noir s'invite et concourt aussi pour cet héritage... Aidé de nos amis Bob, Bobette Sidonie et Jérôme, Lambique pourra-t-il gagner ce rallye, aidé du talisman des Shings qu'il a reçu au Japon ?

## Personnages
- Bob
- Bobette
- Lambique
- Jérôme
- Tante Sidonie
- Anne-Marie Ducastel (première apparition)
- le père Ducastel (première apparition)
- Le chat noir

## Autour de l'album
- Cette histoire a également été diffusée sous forme de bande d'écoute (une sorte de pièce radiophonique): une cassette de la bande dessinée.
- Pendant le rallye, les amis passent devant un panneau d'affichage représentant le chien Bessy , le personnage principal d'une autre bande dessinée de Vandersteen. Vandersteen a également fait référence à cette bande dessinée dans Les Chasseurs de fantômes et Le Cygne noir .
- L'histoire est également publiée en italien (Bob e Bobetta - il testamento parlante ).
- Le père Ducastel qui n'a pas toute sa raison se prend pour Davy Crockett, un soldat et homme politique américain.
- Le nom de Ducastel signifie "du château" car il vit dans un château.
- Ducastel reviendra dans plusieurs albums, comme Le Lit volant, L'Attrape-son  et bien d'autres

## Éditions
- De sprekende testament, 1957, Standaard : édition originale en néerlandais
- Le Testament parlant, 1971, Erasme